# Albany (Neuseeland)

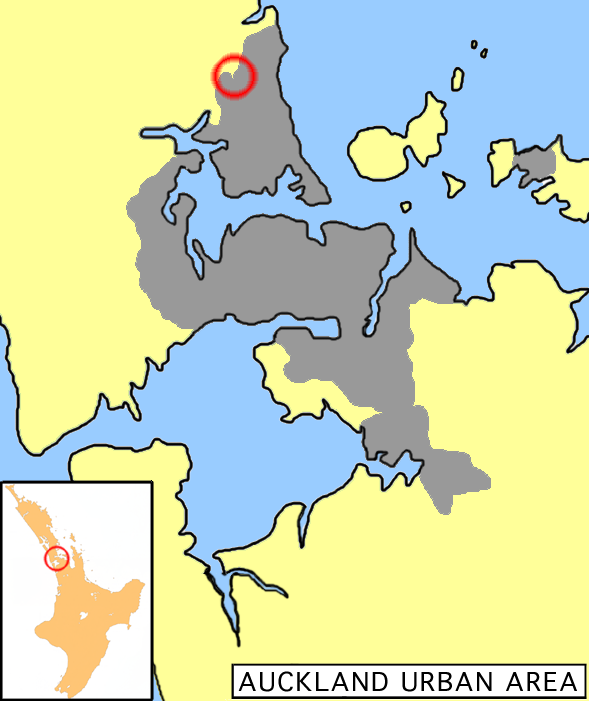
Lage von Albany im Großraum Auckland

Albany ist eine nördliche Vorstadt von North Shore City, eine von mehreren Städten auf der Nordinsel von Neuseeland, die zum Großraum Auckland gehörte und heute Teil der Metropole Auckland Council ist.

## Namensherkunft
Die Bezeichnung der Māori für das Gebiet war Okahukura (wörtl. 'Ort der Regenbogen' oder 'Ort der Schmetterlinge'). Der Ort wurde ursprünglich Lucas Creek genannt, aber 1890 in Leopold Georg, Herzog von Albany umbenannt. Die Aussprache des Namens ist ein Schibboleth: Englischsprachige Ortsfremde sprechen ihn oft fälschlich als „Aulbany“ aus.

## Geographie
Sie liegt nördlich des Waitematā Harbour und 15 km nordwestlich des Stadtzentrums von Auckland. Im Norden der Stadt liegen die Albany Heights, im Osten die Vorstadt Pinehill. Südlich von Albany befinden sich Brookfield, südwestlich Rosedale und westlich The Landing.
Die Stadt war lange Zeit eine selbständige Gemeinde und wurde erst vor wenigen Jahren zur Vorstadt. Viele Einwohner fühlen sich daher nicht wirklich zu North Shore City gehörig, die südöstlich liegt. Große Teile des Gebietes nördlich von Albany sind noch immer teilweise ländlich geprägt.

## Bevölkerung
Der Ort erlebte ein starkes Wachstum und hatte beim Zensus 1996 erst 663 Einwohner, 2001 waren es 945, 2006 bereits 2169 und 2013 stieg die Einwohnerzahl auf 3057.

## Extensive Erschließung
Albany beherbergt den nördlichen Campus der Massey University sowie eine der neuesten Sportbauten der Region Auckland, das North Harbour Stadium. Das Gebiet (das künftige 'Albany Town Centre') wuchs rasch an Bevölkerung und Bebauung. Grundlage dafür waren Planungen und Landverkäufe der Staatsregierung und lokalen Verwaltung in den 1980er und 1990er Jahren. Während der 1990er Jahre wurden umfangreiche Flächen für Industrie und Handel erschlossen, die in der Mehrheit einheimischen und ausländischen Unternehmen gehörten und von ihnen genutzt wurden. In den späten 1990er Jahren eröffnete auch ein Einkaufsgebiet, das seither ausgebaut wurde. Westfield Albany wurde mit seiner Eröffnung Ende 2007 das größte Einkaufszentrum Neuseelands.
Die Erweiterung des Northern Motorway durch das Gebiet hindurch hat auch die Entwicklung von umfangreichen Wohnflächen erleichtert. Die Einwohner sind, wie im gesamten weiteren Gebiet der Nordküste, vorwiegend europäischer und asiatischer Abstammung, hinzu kommt eine beträchtliche Zahl an Zuwandern aus anderen Gebieten Neuseelands und aus dem Ausland.
Zwar wurde 2005 eine Bushaltestelle eröffnet, wie die meisten Gebiete Aucklands außerhalb des zentralen Geschäftsviertels ist Albany aber schlecht vom öffentlichen Nahverkehr erschlossen. Seine Planung erfolgte unter Voraussetzung einer autofahrenden Bevölkerung.
Die Kell Park Reserve neben der neuen Bibliothek von Albany ist bekannt für seine frei herumlaufenden Bantam-Hühner und einen Piratenschiff-Spielplatz.
Im Gegensatz zu der bürgerlichen Ausrichtung des Vorortes steht Neuseelands wichtigstes Hochsicherheitsgefängnis bei Paremoremo, 5 km westlich von Albany. Auch dieses Gebiet wird jedoch zunehmend von höheren Einkommensschichten bewohnt.

## Bildung
Albany hat seit 2005 eine Junior High School für die Jahrgangsstufen 7–10. Für die Jahrgangsstufen 11–13 wurde 2009 die Albany Senior High School eröffnet.

## Sport
Im North Harbour Stadium finden 2008 Spiele der U-17-Fußball-Weltmeisterschaft der Frauen 2008 statt. Das Stadion hat eine Kapazität von 25.000 Plätzen und ist die Heimspielstätte des Rugby-Union-Teams Auckland Blues.